# Chengdu J-10
Chengdu J-10 (Jian-10; chiń. upr. 歼十; chiń. trad. 殲十; pinyin Jiān shí) – chiński współczesny naddźwiękowy myśliwiec wielozadaniowy. Jednosilnikowy dolnopłat w układzie aerodynamicznym "kaczka". W grudniu 2006 r. nazwany "Dziarski Smok" (ang. Vigorous Dragon).

## Historia i rozwój

### Założenia projektu
Prace nad nowoczesnym chińskim myśliwcem rozpoczęto w zakładach Chengdu Aircraft Industry Corporation w Chengdu oraz Instytucie 611 w 1984 roku, z wykorzystaniem doświadczeń z wcześniejszego niezrealizowanego projektu J-9. Z uwagi jednak na skrytość chińskich programów zbrojeniowych, wiele faktów dotyczących powstania, produkcji i służby J-10 nie jest pewna i oparta jest w dużej mierze na spekulacjach, a oficjalne informacje nie zawsze są wiarygodne. Początkowa konfiguracja przewidywała samolot w układzie "kaczka" zbliżony do Mirage 2000, lecz z usterzeniem przednim. Przyjmuje się, że na ostateczny kształt samolotu miała wpływ współpraca z Izraelem i przekazanie Chinom projektu zarzuconego myśliwca IAI Lawi, do którego J-10 jest bardzo podobny i ma ten sam układ aerodynamiczny, lecz jest większy. Oficjalnie jednak fakt kooperacji nie został potwierdzony. Song Wencong (obecny dyrektor projektu) odrzuca wszelkie spekulacje twierdząc, że konstrukcje opracowano na podstawie wcześniejszych prac nad J-9. Podkadłubowy regulowany wlot powietrza, różniący się od stałego wlotu w Lavi, został opracowany przy współpracy ze specjalistami rosyjskimi z OKM MiG.

### Problemy projektu
Na początku lat osiemdziesiątych wstrzymano prace na rzecz uruchomienia produkcji J-7C (licencyjny MiG-21MF). Kolejnym problemem było dobranie jednostki napędowej, wzorem dla silnika WS-10 miał być cywilny amerykański CFM 56, jakie zakupiono w 1982 roku. Program budowy tego silnika nie przebiegał zgodnie z planem, co na przełomie lat osiemdziesiątych i dziewięćdziesiątych opóźniło prace rozwojowe. Po ociepleniu się stosunków między Chinami i Rosją możliwy stał się zakup Su-27. Zakup nowoczesnego myśliwca za granicą pozwolił na przesunięcie konieczności opracowania własnej konstrukcji i ulepszenie Chengdu J-10. Kolejną zaletą polepszenia stosunków chińsko-rosyjskich była możliwość zakupu silników Lulka-Saturn AL-31F (w wersji AL-31FN). Pierwsze silniki dotarły do Chin w 1997 roku. Problemem była większa masa oraz rozmiary nowego silnika, co spowodowało konieczność zmian konstrukcyjnych. W latach dziewięćdziesiątych pojawił się trend na samoloty wielozadaniowe, tak więc zespół musiał rozpocząć modyfikacje idące w kierunku rozszerzenia możliwości samolotu. W 1991 roku powstała pełnowymiarowa makieta samolotu, jednakże w nieostatecznej konfiguracji.

### Pierwsze loty
Prawdopodobnie pierwszym prototypem był samolot 1001 (numer boczny 01). Według amerykańskiego wywiadu, pierwszy lot odbył się w połowie 1996 roku, jednak problemy z konstrukcją spowodowały przerwanie prób (w 1997 roku jeden z dwóch prototypów miał ulec katastrofie). W kolejnym prototypie 1003 (los 1002 nieznany) wprowadzono modyfikacje, jego napęd stanowił AL-31FN. Samolot został oblatany 23 marca 1998 roku i został oficjalnie nazwany pierwszym prototypem. Samolot 1004 przeznaczono do prób awioniki (pierwszy lot 1998). Prototyp 1006 przeznaczony został do prób uzbrojenia. Powstały jeszcze samoloty o numerach 1013 i 1016, które służyły do zintegrowania awioniki. W sierpniu 2003 (według innych danych, w 2005) przeprowadzono pierwsze próby uzupełniania paliwa w locie. Pierwsze zdjęcia samolotu ujawniono w 2001 roku, a oficjalnie ujawniono jego istnienie i nadano mu nazwę "Dziarski Smok" 29 grudnia 2006 r.

### Samoloty seryjne
Produkcja seryjna rozpoczęła się na przełomie 2002 i 2003 roku w Zakładach Lotniczych nr 132 w Chengdu, produkcję na pełną skalę rozpoczęto w 2005 roku, jednak była ona stosunkowo niewielka. W 2012 roku poinformowano o uruchomieniu drugiej linii produkcyjnej i osiągnięciu możliwości produkcji 40 samolotów rocznie. Pierwsza seria produkcyjna liczyła około pięćdziesięciu samolotów, na co wskazuje liczba dostarczonych silników AL-31FN. Do końca 2006 roku zbudowano około stu maszyn. ChRL zamówiła łącznie trzysta J-10A. W 2012 roku półoficjalnie poinformowano o wyprodukowaniu 120 samolotów.

## Wersje
- J-10A – podstawowa wersja myśliwska
- J-10S – dwumiejscowa wersja szkolno-bojowa, oblatana wg niektórych informacji 26 grudnia 2003 r.[8]
- J-10AY i J-10SY – spekulatywne oznaczenie jedno- i dwumiejscowych samolotów zespołu akrobacyjnego 1 Sierpnia, ze zdemontowaną częścią wyposażenia[8]
- J-10AH – spekulatywne oznaczenie samolotów lotnictwa marynarki[7]
- J-10B – zmodernizowana wersja myśliwska z innym chwytem powietrza, spłaszczonym nosem kadłuba, głowicą optroniczną przed kabiną, inną stacją radiolokacyjną, wyższym statecznikiem. Oblatana 27 grudnia 2008 r[9]. Od 2011 roku stosowane są silniki WS-10B[9]

## Dotychczasowa służba
Na początku roku 2003 J-10 trafiły do 3 Doświadczalnego Pułku Lotniczego w Chengdu i 13 Pułku Prób Liniowych w Cangzhou-Canxian. W 2003 roku zostały zaprezentowane najwyższej kadrze dowódczej. Ujawniono jednak później, że w lutym 2003 roku przekazano wojsku jedynie pięć przemalowanych prototypów. Pierwszą liniową jednostką został 13 lipca 2004 roku 131. Pułk Lotnictwa Myśliwskiego w Mengazi. Do końca 2006 roku jednostka ta przyjęła trzydzieści dwie etatowe maszyny. J-10 trafiły również do 130. Pułku Lotnictwa Myśliwskiego i 3. Pułku Lotnictwa Myśliwskiego. W 2013 roku identyfikowano 8 pułków używających J-10, w tym pułk 4. Dywizji Lotnictwa Marynarki Wojennej.
W 2022 roku ujawniono pierwsze zamówienie zagraniczne na samoloty ze strony Pakistanu.

## Opis techniczny

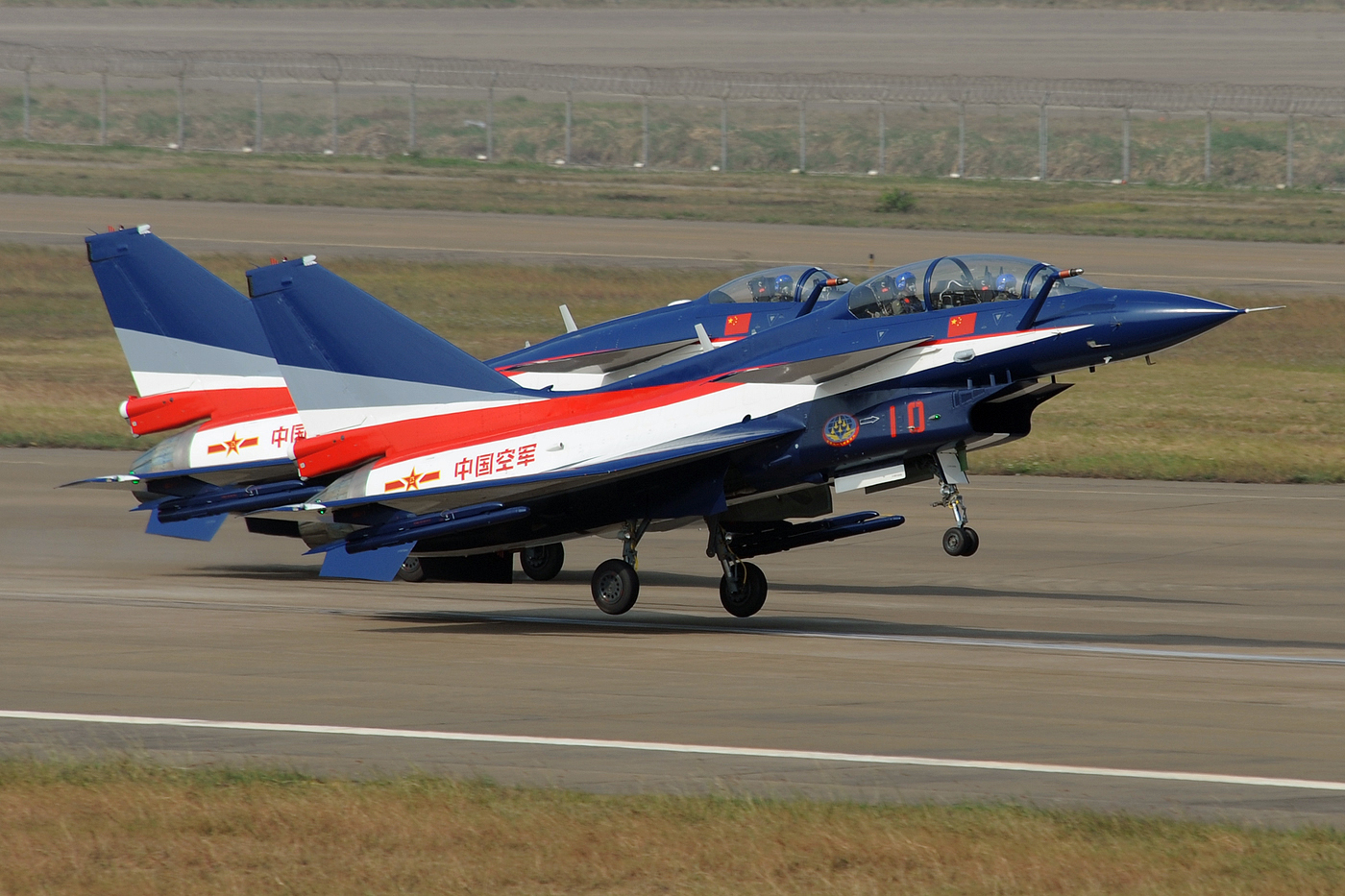
Chengdu J-10A i J-10S

J-10 to wielozadaniowy samolot myśliwski w układzie „kaczka” wykonany głównie ze stopów aluminium.
Kadłub: konstrukcja półskorupowa, z podłużnicami i wręgami oraz pracującym pokryciem. Materiałem konstrukcyjnym prawdopodobnie są głównie stopy aluminium, z niewielkim udziałem tytanu i kompozytów. Prostokątny, regulowany wlot powietrza umieszczony pod kadłubem. W przedniej części znajduje się stacja radiolokacyjna, następnie kokpit, dalej wyposażenie elektroniczne, za wlotem powietrza znajduje się komora podwozia przedniego. W części środkowej umieszczone są zbiorniki paliwa, kanał doprowadzający powietrze do silnika i wnęki podwozia głównego. Na końcu znajduje się silnik kończący się dyszą wylotową.
Skrzydło: przejście między kadłubem a skrzydłem jest wyprofilowane. Skrzydło ma kształt podwójnej delty. Na krawędzi natarcia zewnętrznej części skrzydła znajdują się sloty, a na krawędzi spływu umieszczone są lotki i klapy.
Usterzenie: maszyna ma stosunkowo duże przednie poziome usterzenie płytowe. Statecznik pionowy o dużej powierzchni ma antenę informującą o opromieniowaniu przez radar, umieszczoną w dolnej jego części. W szerszej tylnej części statecznika znajduje się pojemnik spadochronu hamującego i jeszcze jedna antena system ostrzegawczego.
Podwozie: trójpodporowe, z tylnym podwoziem głównym, chowane hydraulicznie do kadłuba. Przedni wózek podwozia dwukołowy, koła wyposażone w hamulce tarczowe i system zapobiegania poślizgowi.
Silnik: Początkowo napęd J-10 miał stanowić rozwijany razem z samolotem silnik WS-10, który bazował na CFM 56. Jednak rozwój silnika zahamowały liczne problemy i Chińczycy nie zdążyli zbudować go na czas. W przyszłości planuje się zastosować WS-10A Taihang, który ma być oparty na AL-31F. Ciąg tego silnika wynosić ma 110 kN. Ze względu na opóźnienia projektu WS-10 musiano zastosować inną jednostkę napędową, okazał się nią rosyjski silnik Lulka-Saturn AL-31FN który różni się od AL-31F tym, że ma inaczej umieszczone skrzynki agregatów (pod, a nie nad turbiną). Ciąg normalny wynosi 67 kN, maksymalny z dopalaczem 122 kN, stopień dwuprzepływowości wynosi 0,53.

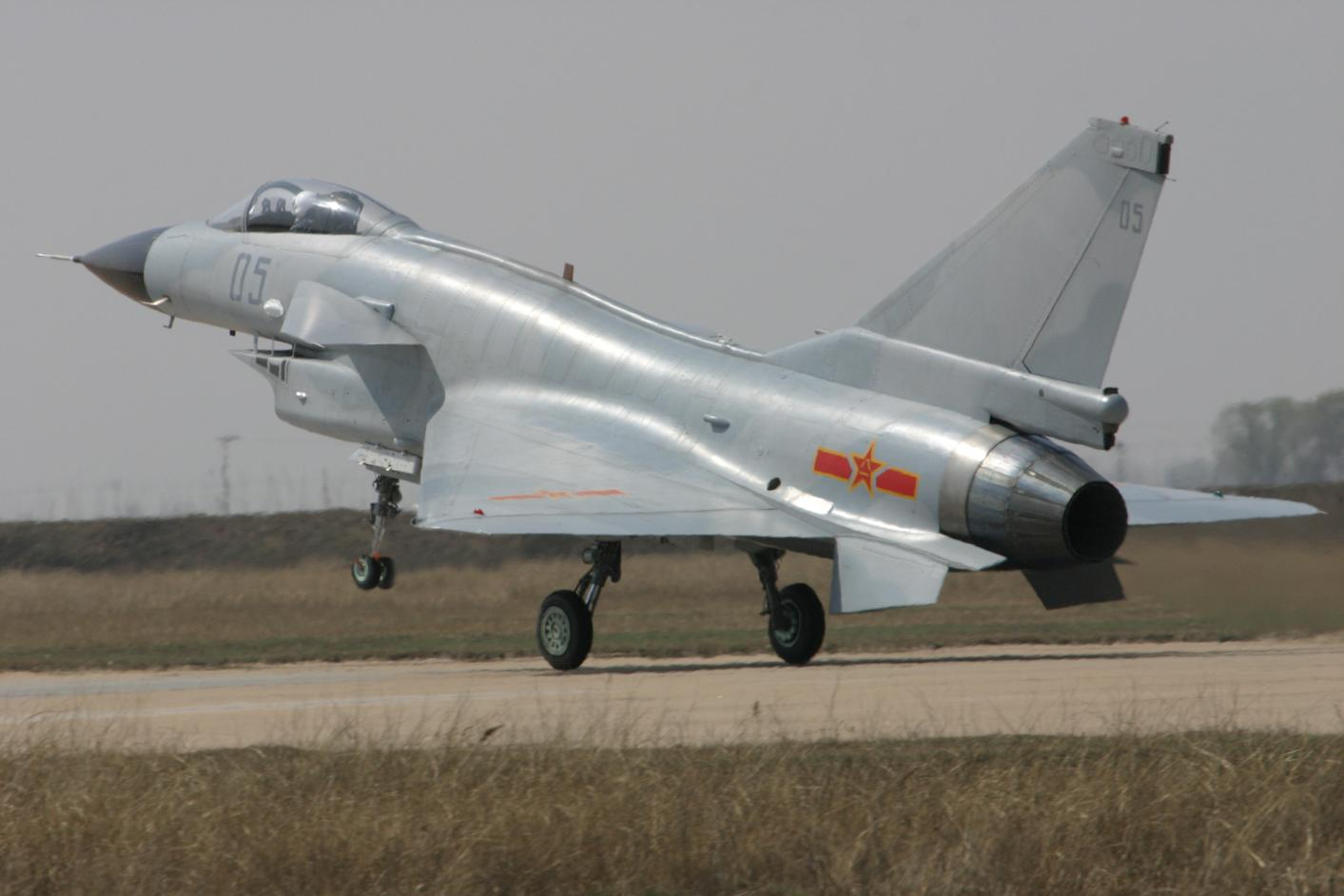
J-10A

Zbiorniki paliwa w kadłubie mieszczą ok. 4500 litrów paliwa, plus ok. 4200 litrów w dodatkowych zewnętrznych zbiornikach (ok. 800 l w podkadłubowym i po ok. 1700 l w dwóch podskrzydłowych).
Wyposażenie: stacja radiolokacyjna bazująca na rosyjskim radarze Żuk (prawdopodobnie eksportowej wersji Żuk-10PD). Stacja Żuk-10PD może wykrywać cele w odległości ok. 140 km, może śledzić 24 cele i naprowadzać na 4 rakiety.
Uzbrojenie stałe stanowi dwulufowe działko 23 mm Typ 23-2 (kopia radzieckiego GSz-23Ł) umieszczone pod kadłubem po lewej stronie. Samolot posiada 11 belek do podwieszania uzbrojenia i wyposażenia oraz zbiorników paliwa: 6 pod skrzydłami i 5 pod kadłubem. Stosowane są pociski kierowane powietrze-powietrze: bliskiego zasięgu PL-8 samonaprowadzane na podczerwień (kopia izraelskich Python 3), średniego zasięgu PL-11 naprowadzane półaktywnie radarowo (kopia włoskich Aspide-1, będących rozwinięciem AIM-7H) i nowsze średniego zasięgu PL-12. Z uzbrojenia powietrze-ziemia stosowane są klasyczne bomby wagomiaru 250-500 kg (największa udokumentowana na zdjęciach liczba to 10 bomb 250 kg), bomby kierowane laserowo 500 kg i niekierowane pociski rakietowe 90 mm w siedmioprowadnicowych wyrzutniach.